# Радивој Родић
Радивој Родић (Дрвар, 14. октобар 1920 — Агићи, код Босанског Новог, 22. јануар 1942), учесник Народноослободилачке борбе и народни херој Југославије.

## Биографија
Рођен је 14. октобра 1920. године у Дрвару. Потиче из службеничке породице. Основну школу је завршио у Санском Мосту, а грађанску школу у Босанском Петровцу.
Геодетско-техничку школу завршио је у Београду 1939. године. Још као средњошколац, укључио се у револуционарни омладински покрет- Године 1937. године је постао члан Савеза комунистичке омладине Југославије (СКОЈ), а 1940. године и члан Комунистичке партије Југославије (КПЈ).
После завршетка школе, запослио се у Окучанима на изградњи путева, а затим на изградњи унске пруге у Кулен-Вакуфу. Активно је политички деловао међу радницима. Уочи почетка Другог светског рата у Југославији, вратио се у Крњеушу, код Босанског Петровца, где је још од раније политички деловао и поставио основе револуционарног омладинског покрета. Ту је формирао актив Савеза комунистичке омладине Југославије, а затим и прву организацију Комунистичке партије Југославије, проширујући њен утицај и на суседна села.
После Априлског рата и окупације Краљевине Југославије, 1941. године, активно је учествовао у организовању устанка. Као члан Војног руководства петровачког среза и војни повереник за крњеушки крај, ангажовао је чланове Комунистичке партије Југославије и Савеза комунистичке омладине Југославије на прикупљање наоружања којег су имали мештани; припремао је људе за борбу и политички деловао, објашњавајући линију КПЈ. Непосредно пред устанак, због појачања усташке потере и уцене, Радивој наставља делатност у илегалним условима.
У јулу 1941. године, када је формиран Срески комитет КПЈ за босанскопетровачки срез, Радивој је постао његов члан. Од тада се његова активност проширила и на остала места и села. Нарочито је радио на повезивању омладинских организација и организација Савеза комунистичке омладине. Потом је био изабран за првог секретара Среског комитета СКОЈ-а, а крајем августа исте године учествао је на првом састанку Окружног повереништва СКОЈ-а за дрварски округ, у Дрвару.
Почетком оружаног устанка, налазио се на челу устаничких снага у крњеушком крају. Истицао се у организовању напада на Крњеушу. После ослобођења овог места, организовао је народну власт, развијао идеје братства и јединства народа Југославије, сузбијао акцију прочетничких елемената и радио на формирању и учвршћивању устаничких јединица и јачању Крњеушке партизанске чете. У исто време стварао је скојевска руковотства и нове активе СКОЈ-а у селима босанскопетровачког среза.
У јесен 1941. године у време италијанско-четничке акције која је изазвала превирање и застој у развитку устанка, Радивој је развијо активност у сузбијању четничке пропаганде и у тумачењу линије КПЈ у Народноослободилачкој борби. Неуморно је радио на стварању и јачању организација Народноослободилачког покрета Југославије, првенствено организација Савеза комунистичке омладине Југославије и антифашистичких актива омладине Југославије. Као члан Среског комитета КПЈ за Босански Петровац, активно је учествовао у раду Прве окружне конференције КПЈ за Дрвар, одржане од 1. до 4. јануара 1942. године у селу Ластаве код Крњеуше.
У јачању и учвршћивању јединства Крњеушке партизанске чете, чији је био политички комесар. Ова чета је крајем 1941. године, као чвршћа партизанска јединица, прешла у Подгрмеч и тамо учествовала у више борби. Погинуо је 22. јануара 1942. године, у селу Агићима код Босанског Новог.
Указом председника Федеративне Народне Републике Југославије Јосипа Броза Тита, 24. јула 1953. године, проглашен је за народног хероја.